# سلكتان
سلكتان هي قرية في مقاطعة سردشت، إيران. يقدر عدد سكانها بـ 31 نسمة بحسب إحصاء 2016.